# 久妙寺
久妙寺（くみょうじ）は、愛媛県西条市丹原町にある寺院。梵音山弘法院東光坊、真言宗御室派、本尊は
千手観音菩薩。

## 概要

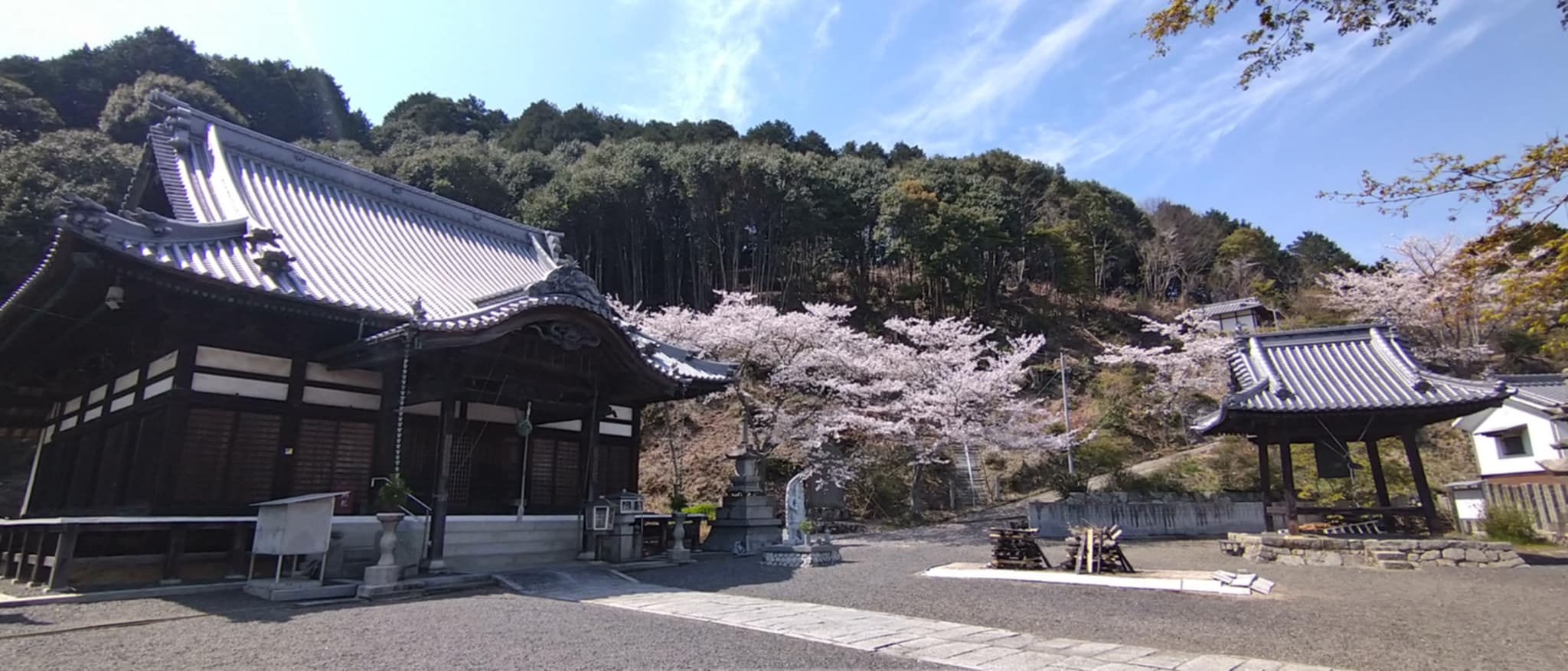
境内

高台にあり三方を池で囲まれ背後は山で、道前平野から瀬戸内海が見渡せる桜の名所である。
四代住持円達代に空海が巡錫せられ、奈良仏教法相学系の寺であったが真言宗となる
。

## 伽藍

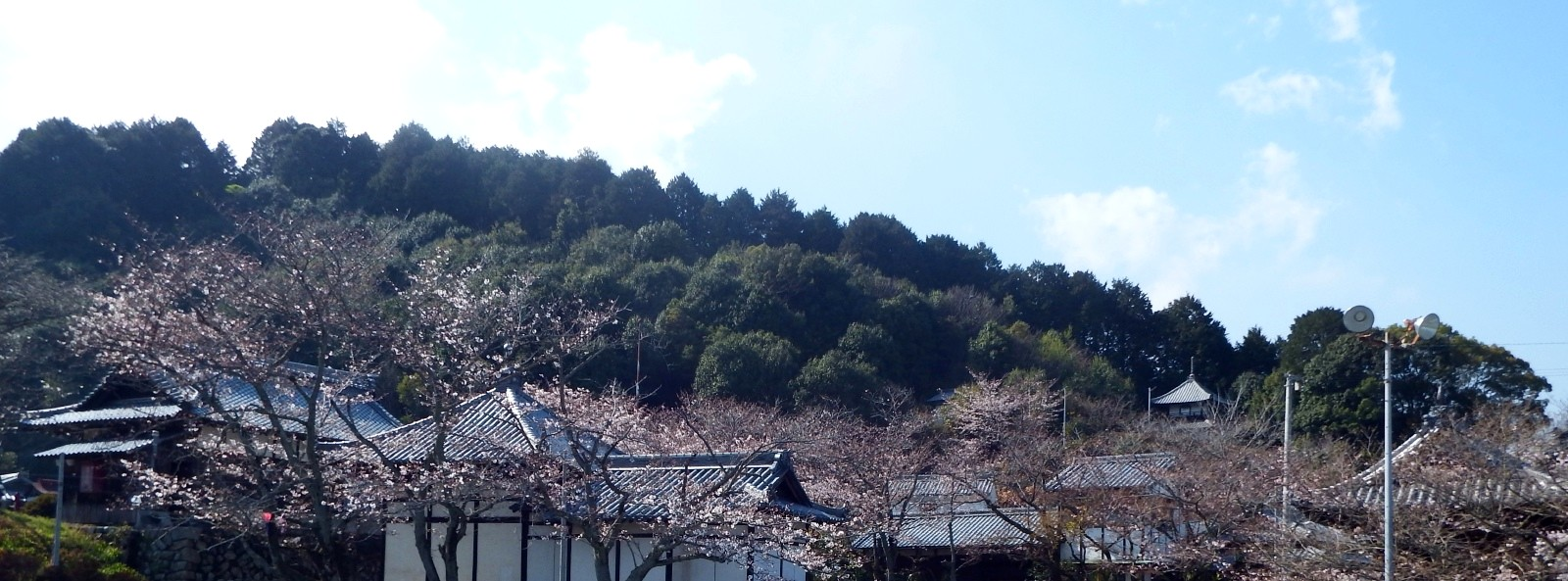
全景

- 仁王門
- 大師堂および閻魔堂：宝形扇桷造り。昔は阿弥陀三尊を祀り来迎堂といわれていたが大師像を祀り大師堂になる。1684年再建修理。左側は閻魔堂になっていて、閻魔像は寛保年間の作りである。
- 本堂
- 茶堂
- 地蔵祠
- 権現祠
- 大日堂：一番高い所に立つ堂
- 西国三十三番参道：1番が本堂の左横から始まり2番から32番は小さい祠が点在し裏山を一周して、右上の33番で終わるが最初と最後は堂となる。
- 鐘楼堂
- 石造三重塔：高さ4.5m、当寺を再興した快範上人（1716年断食にて入寂）を祀る塔で、快範の弟子快音上人が1704年（宝永3年）に建立。塔本体は大日如来を表し、その下に五仏が刻まれている。
- 本坊庫裡
- 駐車場：あり、その周りは桜が咲き春は自由に花見の宴ができる。
- 築山地蔵堂：寺への進入口にある地蔵石像を祀った堂

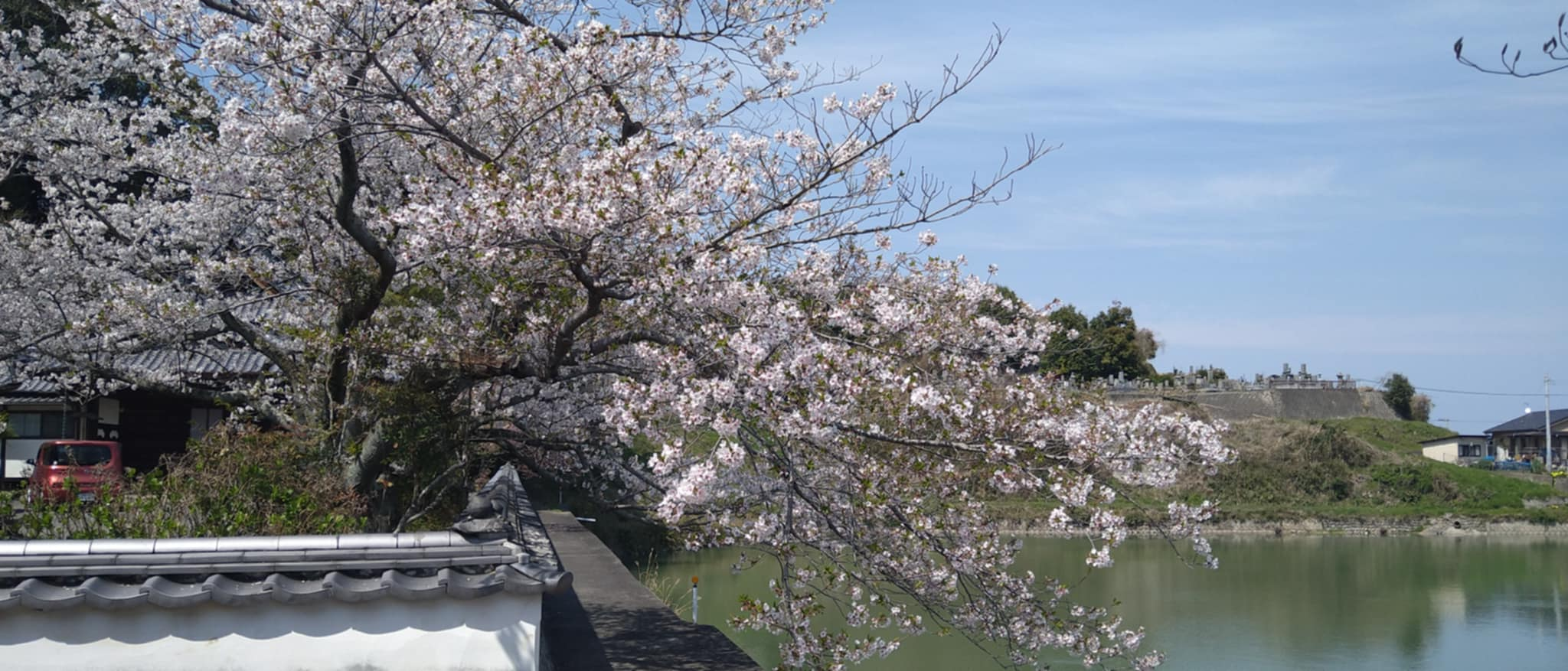
境内前の池
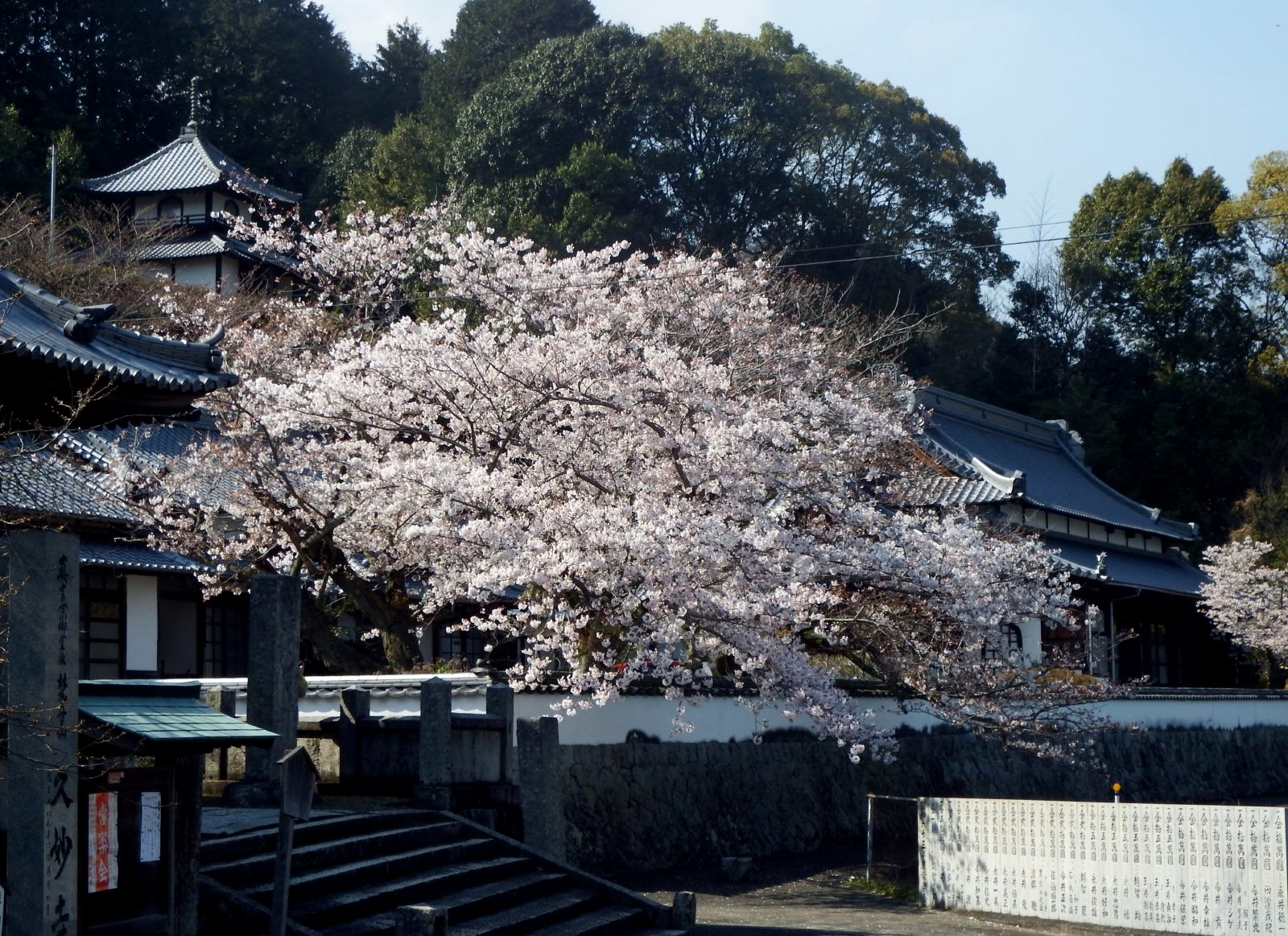
本坊の桜
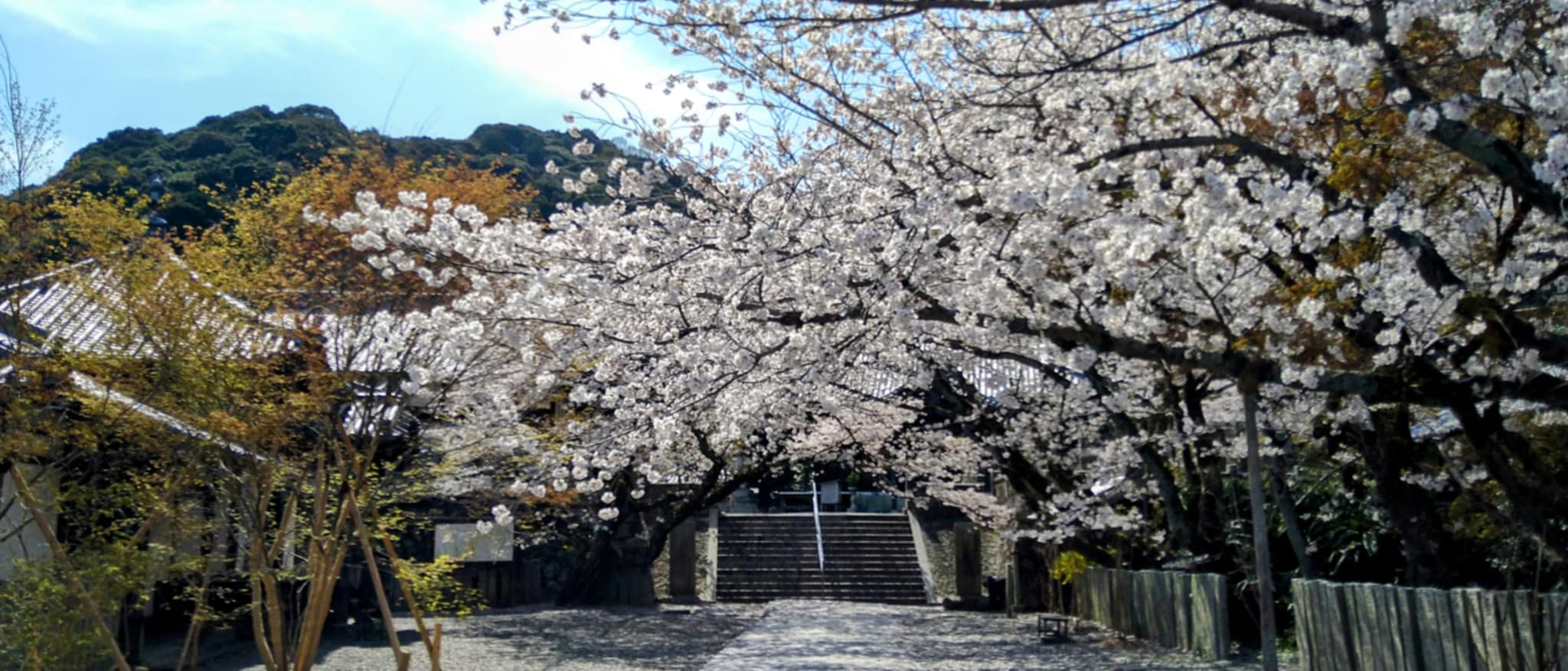
大師堂の前
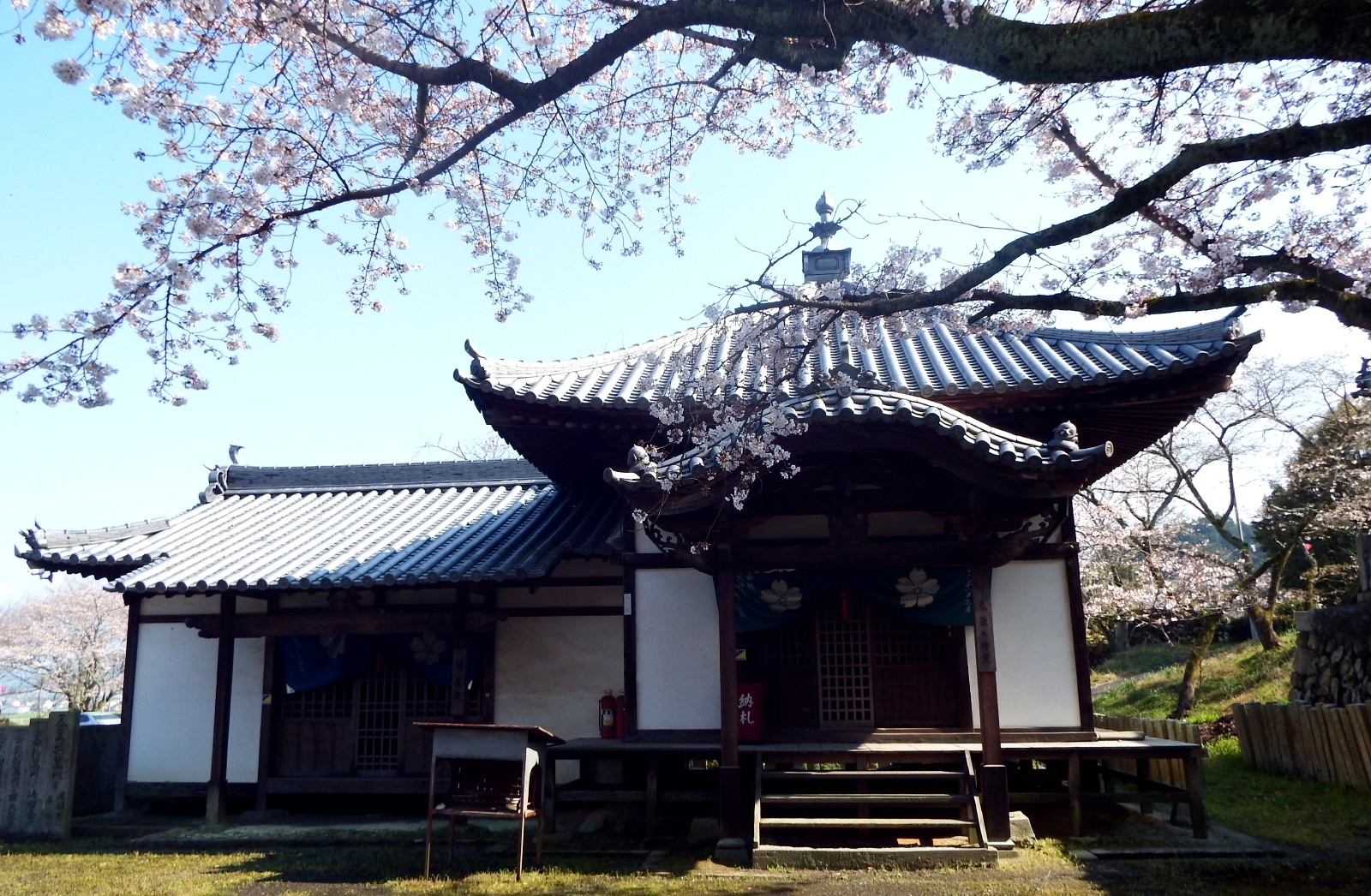
大師堂
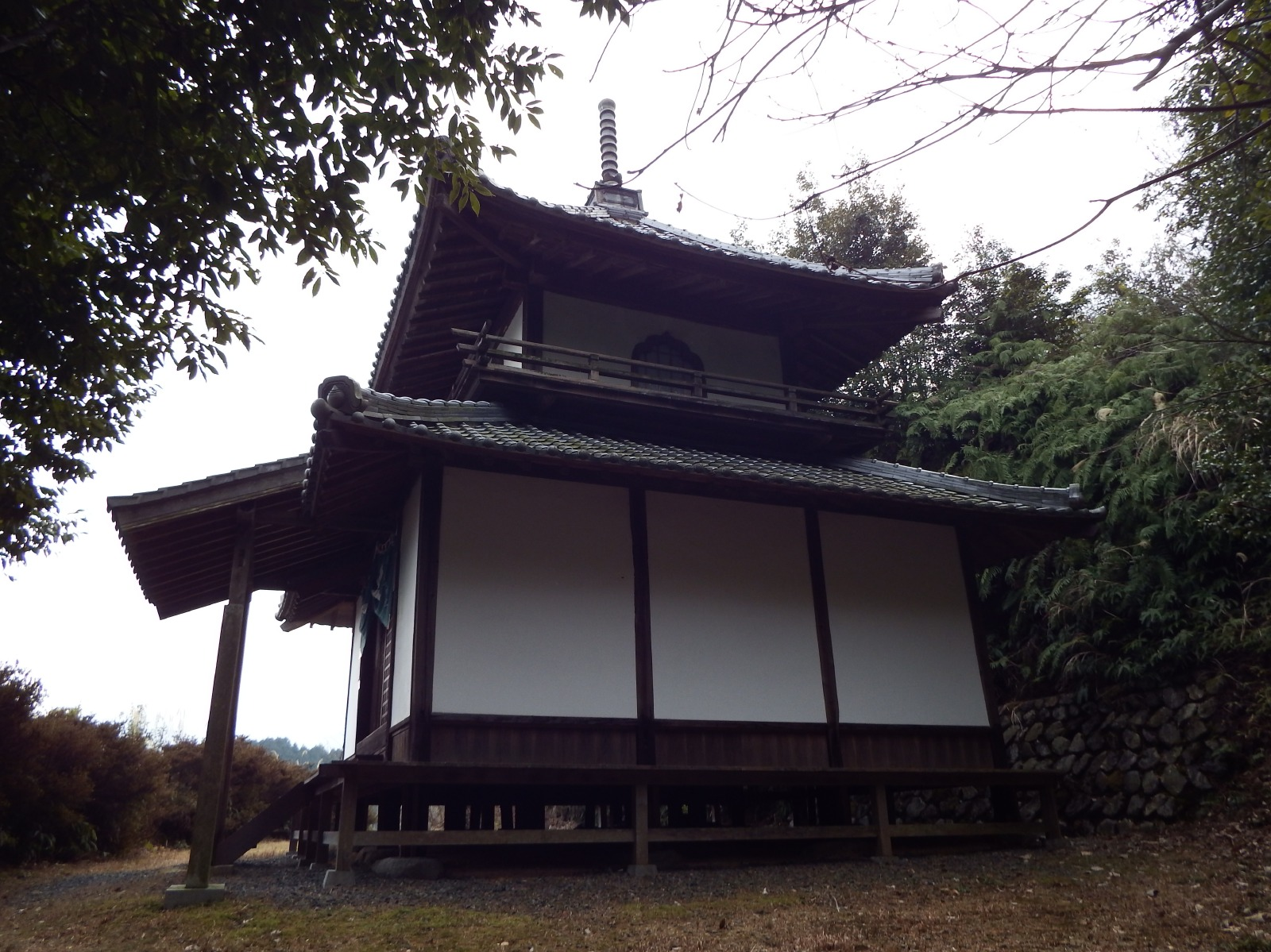
大日堂
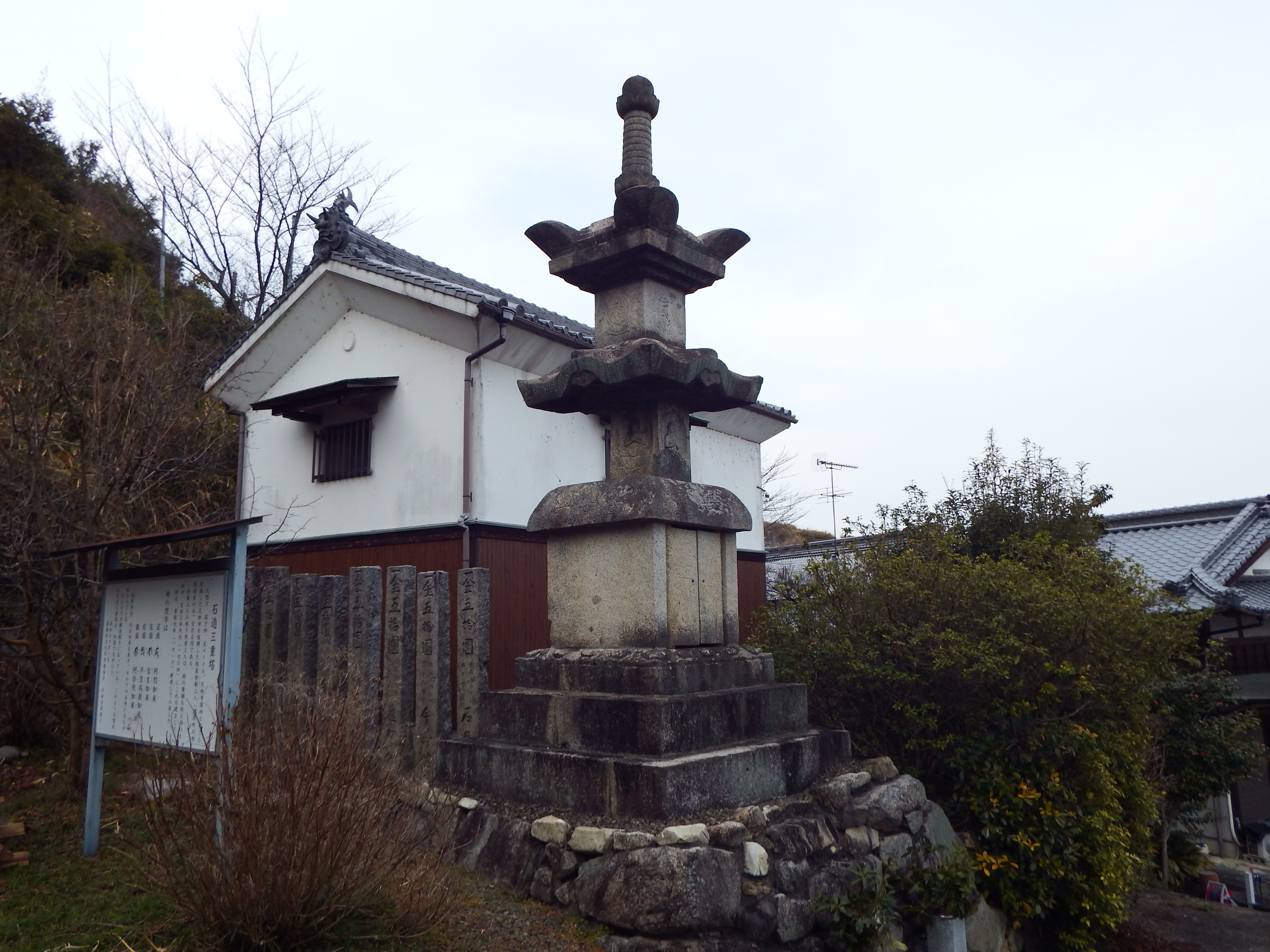
石造三重塔
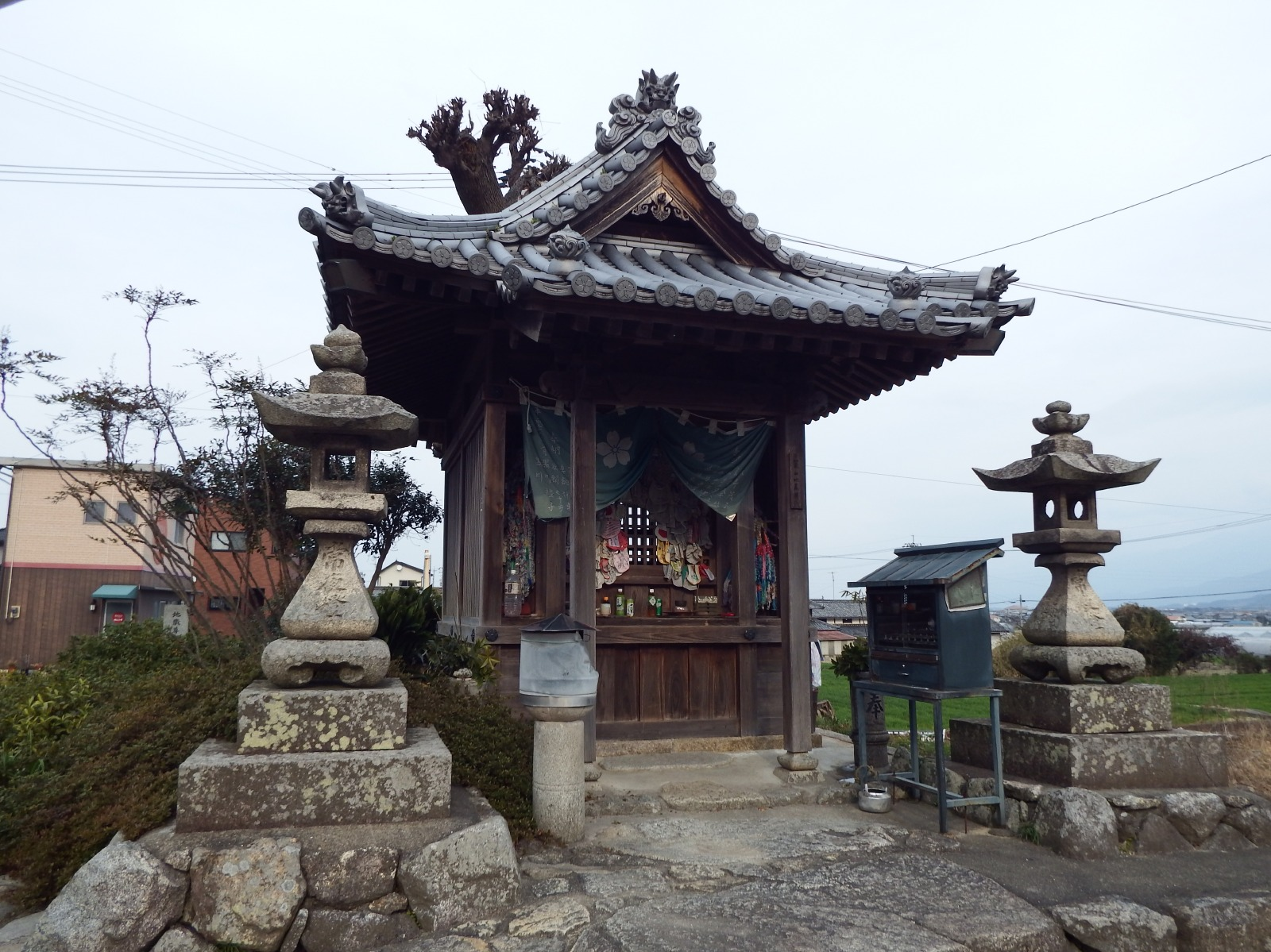
築山地蔵堂